# Les Mambo Kings
Pour plus de détails, voir Fiche technique et Distribution.
Les Mambo Kings ou Les Rois du Mambo au Québec (The Mambo Kings) est un film américain d'Arne Glimcher, sorti en 1992.

## Synopsis
1952. Les États-Unis vivent au rythme du mambo, une danse cubaine dont les sonorités sensuelles enfièvrent les corps et les cœurs. Cesar et Nestor Castillo, deux musiciens cubains originaires de La Havane, sont venus tenter leur chance aux États-Unis, à New York. Les deux frères ont un caractère très différent : Cesar est un macho sûr de lui, tandis que Nestor est fragile et sentimental.
Si les affrontements et les querelles entre les deux frères sont nombreux, la musique balaye tous les malentendus lorsque, une fois sur scène, ils deviennent les Rois du mambo…

## Fiche technique
- Titre : Les Mambo Kings
- Titre original : The Mambo Kings
- Réalisateur : Arne Glimcher
  - Premier assistant : Benjamin Rosenberg
  - Deuxième assistant : Michael Samson
- Scénario : Cynthia Cidre (en), d'après le roman The Mambo Kings Play Songs of Love (en) d'Oscar Hijuelos
- Producteurs : Arnon Milchan et Arne Glimcher
  - Producteur exécutif : Steven Reuther (en)
  - Productrice associée : Anna Reinhardt
  - Coproducteur : Jack B. Bernstein
  - Directeur de production : Mark Allan
- Musique : Robert Kraft et Carlos Franzetti (en)
- Image : Michael Ballhaus
- Décors : Stuart Wurtzel
- Montage : Claire Simpson
- Chorégraphe : Michael Peters
- Costumes : Ann Roth, Cary Jones et Bridget Kelly
- Casting : Billy Hopkins et Suzanne Smith
- Directeur artistique : Steve Saklad
- Distributeur : Warner Bros.
- Pays de production:  États-Unis
- Tournage : Studios Ren-Mar de Los Angeles, Embassy Theatre, Tower Theatre (en), Ambassador Hotel, abattoirs de Vernon, Lacey Park à San Marino, Westward Beach, et divers lieux à Los Angeles et aux environs.
- Genre : musical
- Durée : 103 minutes
- Date sortie :
  - France : 27 mai 1992

## Distribution
- Armand Assante (VF : Jean Barney ; VQ : Luis de Cespedes) : Cesar Castillo
- Antonio Banderas (VF : Serge Faliu ; VQ : Alain Zouvi) : Nestor Castillo
- Cathy Moriarty (VQ : Anne Caron) : Lanna Lake
- Maruschka Detmers (VQ : Hélène Mondoux) : Delores Fuentes
- Desi Arnaz Jr. (VQ : Jean-Luc Montminy) : Desi Arnaz, Sr
- Celia Cruz : Evalina Montoya
- Roscoe Lee Browne (VQ : Jean Brousseau) : Fernando Perez
- Vondie Curtis-Hall : Miguel Montoya
- Tito Puente Jr. : Tito Puente
- Talisa Soto : Maria Rivera
- Joe Petruzzi : Carlo Ricci
- Anh Duong : Ismelda Perez
- Cordelia Gonzales : Anna Maria
- Helena Carroll : Mrs. Shannon

L'orchestre des Mambo Kings : Pablo Calogero, Scott Cohen, Mario Grillo, Ralph Irizarry (VQ : Guy Nadon), Pete MacNamara, Jimmy Medina, Marcos Quintanilla (VQ : Pierre Auger), J.T. Taylor (VQ : Gilbert Lachance), William Thomas, Jr. et Yul Vazquez
Sources : Version française (VF) sur RS Doublage et Version québécoise (VQ) sur Doublage Québec

## Musique et chansons du film
- Mambo Caliente par Arturo Sandoval
- La Dicha mia par Celia Cruz
- Ran Kan Kan par Tito Puente
- Cuban Pete par Tito Puente
- Para los Rumberos par Tito Puente
- In a Sentimental Mood par Duke Ellington
- Quiereme Mucho par Linda Ronstadt
- Como Fue par Benny Moré
- You Bellong to me par Jo Stafford
- Melao de Cana par Celia Cruz
- Sh-Boom par The Cruw Cuts
- Guantanamera par Celia Cruz
- Ahora soy tan Feliz par Benny Moré
- Mucho Corazon par Benny Moré
- I Can't give you anything but love par Joe Loco
- Perfidia par Linda Ronstadt
- Beautiful Maria of my Soul par Los Lobos
- par les Mambo All-Stars : Sunny Ray, Tanga, Beautiful Maria of my soul, Tea For Two, Mambo Gallego, Ponce.

## Autour du film
- Les rôles de Desi Arnaz et Tito Puente sont joués par leurs propres fils respectifs, Desi Arnaz Jr. et Tito Puente Jr..
- L'histoire a été adaptée en comédie musicale en 2005 à Broadway (paroles d'Arne Glimcher et musique de Carlos Franzetti).
- Le club Le Palladium a été reconstitué pour le film.
- C'est le célèbre danseur du Palladium, Cuban Pete, qui apprit le mambo à Antonio Banderas, Armand Assante et Maruschka Detmers.
- Cinq mois de répétitions furent nécessaires pour l'orchestre des Mambos Kings, composé pour l'essentiel de véritables musiciens.
- D'origine sud-américaine, le mambo est apparu à la fin des années cinquante et a rapidement conquis une popularité internationale grâce à des chanteurs et musiciens comme Xavier Cugat, Pérez Prado, Tito Puente, Noro Morales, Frank Grillo, Miguelito Valdés, etc. En France, Dario Moreno, fut son plus digne représentant. Parmi les nombreux artistes qui ont sacrifié au culte du mambo, il y a Rosemary Clooney et son célèbre Mambo italiano, et plus récemment le groupe Los Lobos. Comme la rumba cubaine et la samba brésilienne qui l'ont précédé, le mambo est une danse à deux temps qui mêle rythmes afro-cubains et latino, jazz traditionnel, swing et bebop. Le cinéma l'a célébré dans des films comme Oh ! Qué mambo de John Berry, Mambo de Robert Rossen ou Ces dames préfèrent le mambo de Bernard Borderie.

## Commentaires
Si Arne Glimcher situe son premier long métrage dans les années 1950, c'est que, selon lui, il s'agit « de la dernière période d'innocence et d'insouciance qu'ait vécue l'Amérique ». Avant que Fidel Castro ne prenne le pouvoir, la musique cubaine, et plus généralement latino-américaine, enthousiasmait les Nord-Américains. Cette musique, typique et sensuelle, a conservé tout son rythme entraînant et les décors sont absolument superbes, conformes aux vœux du réalisateur : « Je ne suis pas minimaliste. Je voulais un film riche, des images opulentes, qu'il s'agisse d'un abattoir regorgeant de viandes rouges ou d'un night-club enfumé où se pressent de splendides danseurs de mambo. »[réf. souhaitée]